# Jošje (miasto Kruševac)
Jošje (cyr. Јошје) – wieś w Serbii, w okręgu rasińskim, w mieście Kruševac. W 2011 roku liczyła 259 mieszkańców.